# Kerivoula eriophora
Kerivoula eriophora es una especie de murciélago de la familia Vespertilionidae.

## Distribución geográfica
Es endémica de Etiopía, sólo se  encuentra en Semian Wogara, Valle Belegaz.